# CGTN 아프리카
CGTN 아프리카(CGTN Africa, 중국어: 中国环球电视网非洲分台)은 중국국제텔레비전의 텔레비전 채널 중 하나이다.